# Ѡ
Omega (Ѡ ѡ, chữ nghiêng: Ѡ ѡ) là một chữ cái được sử dụng trong bảng chữ cái Kirin cổ. Tên và dạng viết hoa của nó bắt nguồn từ chữ cái Hy Lạp Omega (Ω ω).
Trong một số hình dạng, nó trông giống như chữ cái Kirin We.
Không giống như trong tiếng Hy Lạp, các ngôn ngữ Slav chỉ có một âm /o/ duy nhất, vì vậy Omega ít được sử dụng so với chữ cái Kirin O (О о), bắt nguồn từ chữ cái Hy Lạp Omicron. Trong văn bản ustav cũ hơn, Omega được sử dụng chủ yếu cho giá trị số của nó là 800, và hiếm khi xuất hiện ngay cả trong các từ trong tiếng Hy Lạp. Trong các bản thảo bán ustav sau này, nó được sử dụng cho mục đích trang trí, cùng với phiên bản "Ꙍ ꙍ" của nó và "Ѻ ѻ".
Tiếng Slav Giáo hội cổ hiện đại đã phát triển các quy tắc nghiêm ngặt cho việc sử dụng các mẫu chữ này.
Một biến thể khác của omega là omega văn hoa/đẹp đẽ, được sử dụng như một thán từ, "O!". Nó được thể hiện trong Unicode 5.1 bằng ký tự sai tên là omega với dấu titlo (Ѽ ѽ). Nó có nguồn gốc từ chữ cái omega trong tiếng Hy Lạp với dấu hỏi (psili) và dấu mũ (perispomeni), cùng với cả hai dấu (Ὦ ὦ), cũng được sử dụng trong câu cảm thán tương ứng trong tiếng Hy Lạp cổ đại.

## Mã máy tính
| Kí tự               | Ѡ                             | Ѡ                             | ѡ                           | ѡ                           | Ѽ                                        | Ѽ                                        | ѽ                                      | ѽ                                      | Ꙍ                                   | Ꙍ                                   | ꙍ                                 | ꙍ                                 |
| ------------------- | ----------------------------- | ----------------------------- | --------------------------- | --------------------------- | ---------------------------------------- | ---------------------------------------- | -------------------------------------- | -------------------------------------- | ----------------------------------- | ----------------------------------- | --------------------------------- | --------------------------------- |
| Tên Unicode         | CYRILLIC CAPITAL LETTER OMEGA | CYRILLIC CAPITAL LETTER OMEGA | CYRILLIC SMALL LETTER OMEGA | CYRILLIC SMALL LETTER OMEGA | CYRILLIC CAPITAL LETTER OMEGA WITH TITLO | CYRILLIC CAPITAL LETTER OMEGA WITH TITLO | CYRILLIC SMALL LETTER OMEGA WITH TITLO | CYRILLIC SMALL LETTER OMEGA WITH TITLO | CYRILLIC CAPITAL LETTER BROAD OMEGA | CYRILLIC CAPITAL LETTER BROAD OMEGA | CYRILLIC SMALL LETTER BROAD OMEGA | CYRILLIC SMALL LETTER BROAD OMEGA |
| Mã hóa ký tự        | decimal                       | hex                           | decimal                     | hex                         | decimal                                  | hex                                      | decimal                                | hex                                    | decimal                             | hex                                 | decimal                           | hex                               |
| Unicode             | 1120                          | U+0460                        | 1121                        | U+0461                      | 1148                                     | U+047C                                   | 1149                                   | U+047D                                 | 42572                               | U+A64C                              | 42573                             | U+A64D                            |
| UTF-8               | 209 160                       | D1 A0                         | 209 161                     | D1 A1                       | 209 188                                  | D1 BC                                    | 209 189                                | D1 BD                                  | 234 153 140                         | EA 99 8C                            | 234 153 141                       | EA 99 8D                          |
| Tham chiếu ký tự số | &#1120;                       | &#x460;                       | &#1121;                     | &#x461;                     | &#1148;                                  | &#x47C;                                  | &#1149;                                | &#x47D;                                | &#42572;                            | &#xA64C;                            | &#42573;                          | &#xA64D;                          |